# Teodora (mujer de Romano I)
Teodora (en griego: Θεοδώρα) (nacida en fechas desconocidas, fallecida en Constantinopla el 20 de febrero de 922) fue emperatriz bizantina consorte por su matrimonio con Romano I, emperador de la dinastía macedónica.

## Emperatriz
Se desconocen sus orígenes y antecedentes. Se convirtió en suegra de Constantino VII en mayo o junio de 919 tras el matrimonio del joven emperador con su hija Elena Lecapena. Su esposo Romano fue originalmente el drungario de la flota bizantina, antes de convertirse en el regente de facto del imperio después del matrimonio, cuando fue proclamado basileopator. En septiembre de 920, Romano fue investido como César. El 17 de diciembre de ese año fue coronado coemperador junto a Constantino, convirtiéndose en el mayor de los dos emperadores asociados. Teodora fue coronada como Augusta en enero de 921. Permaneció en el cargo hasta su muerte un año después.
Fue la única esposa de Romano que se mencionó en las fuentes primarias y tradicionalmente se la considera la madre de todos sus hijos legítimos. Sin embargo, ha habido dudas sobre si ella era solo su segunda esposa.
Simón Metafraste identifica a cierto magister llamado Niketas como suegro de Romano I. Esto presumiblemente lo convertiría en padre de Teodora. Sin embargo, Niketas era conocido por otras crónicas como el padre de Sofía, esposa de Cristóbal Lecapeno, el hijo mayor de Teodora y Romano. Por lo general, Simón ignora la referencia como un probable error. Sin embargo, en su obra Familles Byzantines (1975) Jean-François Vannier interpreta que el comentario es correcto y que tanto el padre como el hijo se habían casado con hijas de Niketas, lo que significaría que Teodora no podría ser la madre de Cristóbal, y que su hijo no podría haberse casado con su hermana carnal, concluyéndose como argumento que Cristóbal fue fruto de un matrimonio anterior y Teodora era la segunda mujer de Romano.
Falleció el 20 de febrero del año 922, siendo enterrada en la iglesia de Myrelaion (Constantinopla). Le sobrevivió su marido, que vivió hasta el 948.

## Descendencia
Sus hijos con Romano fueron:
- Cristóbal Lecapeno: coemperador de 921 a 931.
- Esteban Lecapeno, coemperador de 924 a 945, murió en 963.
- Constantino Lecapeno, coemperador de 924 a 945, murió en 946.
- Teofilacto Lecapeno, Patriarca de Constantinopla entre los años 933 y 956.
- Elena Lecapena, emperatriz consorte por su matrimonio con el emperador Constantino VII.
- Agatha Lecapena, fue abuela del emperador Romanos III Argyros.